# Accuracy International AS50
O AS50 é um fuzil de precisão / fuzil antimaterial 12,7×99mm NATO produzido pela fabricante britânica de armas de fogo Accuracy International. O AS50 permite que os operadores atinjam alvos a um alcance muito longo com alta precisão, utilizando munição explosiva ou incendiária. O AS50 emprega ação semiautomática operada a gás e um freio de boca, permitindo um menor recuo que o fuzil de ação de ferrolho Accuracy International AW50 e aquisição mais rápida de alvos. O fuzil é altamente transportável, ergonômico e leve, podendo ser desmontado em menos de três minutos e reparado sem ferramentas.

## Projeto
O AS50 foi projetado para as Forças Armadas do Reino Unido e Navy SEALs; o fuzil é empregado devido à sua alta cadência de disparo (cinco disparos em 1,6 segundo). Esta alta cadência de disparo se deve principalmente ao cano flutuante e à armação leve de titânio.

## Características
O fuzil tem uma precisão de 1,5 MOA. O cano é flutuante. A armação de aço usinado em duas partes possui um trilho de acessórios integral para a montagem de miras telescópicas. Dois trilhos adicionais são montados nas laterais da curta cobertura do cano. Um bipé ajustável e um suporte traseiro para perna / mão permitem disparos estáveis. Esta arma pode atingir com precisão alvos a um alcance de 1 500 metros.
O AS50 pesa aproximadamente 14,1 kg sem carregador e comporta cinco ou dez cartuchos 12,7×99mm NATO em um carregador monofilar destacável.

## Utilizadores
- Chipre: A Guarda Nacional do Chipre está adquirindo o AS50.[carece de fontes?]